# Les Berkman se séparent
Pour plus de détails, voir Fiche technique et Distribution.
Les Berkman se séparent (The Squid and the Whale) est un film américain réalisé par Noah Baumbach, sorti en 2005.

## Synopsis

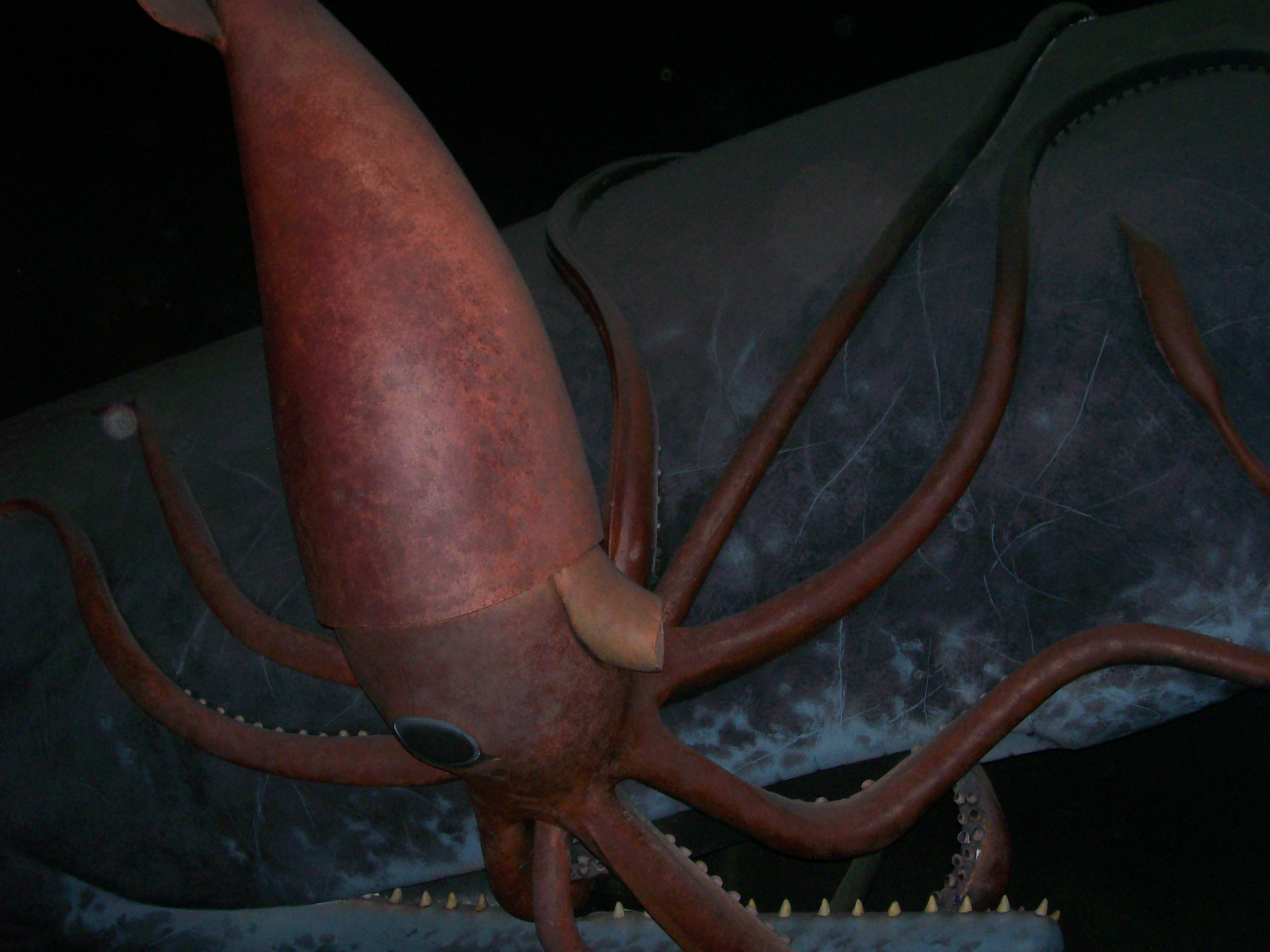
Le calmar géant et le cachalot exposés à l'American Museum of Natural History.

Brooklyn, 1986. Bernard et Joan vivent dans un bel appartement avec leurs deux enfants : Walt, 16 ans, et Frank, 12 ans. Si Bernard est un écrivain sur le retour qui a connu autrefois son heure de gloire, Joan, de son côté, est en pleine ascension. 
La tension entre eux est telle qu'ils ne peuvent plus sauver les apparences. Un soir, une violente dispute éclate entre les deux époux. Le lendemain, ils annoncent aux garçons qu'ils vont divorcer, et mettent en place une garde partagée : trois jours chez l'un, trois jours chez l'autre, et un jeudi sur deux chez le père ou la mère. Bernard loue une maison délabrée de l'autre côté de Prospect Park. 
Les deux garçons perdent leurs repères, d'autant que Bernard n'hésite pas à ternir l'image de son ex-femme devant les enfants. Walt le soutient ouvertement, tandis que Frank s'accroche à sa mère. Frank se révolte en maculant de sperme les livres de la bibliothèque. Walt sort avec une camarade de classe, Sophie. Bernard héberge et tente de séduire Lili, une de ses élèves de 20 ans. dont Walt tombe vite amoureux. Frank découvre que sa mère a une relation avec Ivan, son entraîneur de tennis. Walt plagie une chanson des Pink Floyd et gagne un concours de talent. Lorsqu'il est découvert, il doit suivre une thérapie. Plus tard, il surprend son père avec Lili, et s'enfuit chez sa mère. Bernard va l'y chercher, et se dispute avec Joan. En sortant de la maison, il a une attaque et est hospitalisé. Walt décide de rester chez sa mère.

## Fiche technique
- Titre : Les Berkman se séparent
- Titre original : The Squid and the Whale
- Réalisation : Noah Baumbach
- Scénario : Noah Baumbach
- Musique : Britta Phillips et Dean Wareham
- Musique additionnelle : Pink Floyd (Hey You)
- Photographie : Robert D. Yeoman
- Montage : Tim Streeto
- Décors : Anne Ross
- Costumes : Amy Westcott
- Production : Wes Anderson, Charlie Corwin, Clara Markowicz et Peter Newman
- Sociétés de distribution : Samuel Goldwyn Films (en), Sony Pictures Classics
- Budget : 1 500 000 dollars
- Pays d'origine : États-Unis
- Langue originale : anglais
- Format : Couleurs - 1,85:1 - Dolby Digital - 35 mm
- Genre : Comédie dramatique
- Durée : 81 minutes
- Dates de sorties :  
  - 23 janvier 2005 (Festival de Sundance),
  - 13 septembre 2005 (Festival de Toronto, Canada),
  - 26 septembre 2005 (New York Film Festival),
  - 5 octobre 2005 (New York),
  - 8 octobre 2005 (Chicago International Film Festival),
  - 16 octobre 2005 (Mill Valley Film Festival),
  - 20 octobre 2005 (Austin Film Festival)
  - 31 octobre 2005 (Savannah Film and Video Festival),
  - 26 avril 2006 (Belgique)
  - 12 juillet 2006 (France)

## Distribution
- Owen Kline (VF : Théo Gebel) : Frank Berkman
- Jeff Daniels (VF : Pierre Dourlens) : Bernard Berkman
- Laura Linney (VF : Danièle Douet) : Joan Berkman
- Jesse Eisenberg (VF : Yoann Sover) : Walt Berkman
- William Baldwin (VF : Julien Kramer) : Ivan
- David Benger (VF : Nicolas Marais) : Carl
- Anna Paquin (VF : Caroline Victoria) : Lili
- Ken Leung : le thérapeute de l'école
- Adam Rose : Otto
- James Hamilton : l'homme avec Joan
- Halley Feiffer (VF : Chloé Berthier) : Sophie Greenberg
- Michael Countryman : M. Simic
- Maryann Plunkett : Mme Lemon

## Autour du film
- Le film a été tourné durant l'été 2004 pendant 23 jours en Super 16.
- Laura Linney a obtenu le script par l'acteur Eric Stoltz, qui était son petit ami à l'époque, en 2000 alors qu'ils tournaient ensemble dans The House of Mirth de Terence Davies. Elle a consenti a le faire immédiatement. Mais le film se fera quatre ans plus tard pour raison de financement[réf. souhaitée].
- Sur un budget de 1 500 000 dollars, le film a engrangé en tout 7 362 100 dollars.
- Jeff Daniels et Anna Paquin se retrouvent près de huit ans après L'Envolée sauvage (Fly Away Home). Daniels jouait le père d'Anna Paquin.